# Physics Today
Physics Today („Физиката днес“) е научно списание в САЩ, създадено през 1948 г.
То е членско списание на Американския институт по физика (American Institute of Physics, АИФ) в гр. Колидж Парк (College Park), щата Мериленд. Получават го 130 000 абонати от 12 физични организации, включително от Американското физическо общество.
През последните 60 години много известни физици са писали за списанието, включително Албърт Айнщайн, Нилс Бор и Ричард Файнман.
Макар че съдържанието му е строго научно и съвременно, проследяващо последните новости във физиката, това не е истинско научно списание в смисъла на основно средство за съобщаване на последните научни резултати. В по-голяма степен то е хибридно списание, което информира читателите за важни научни разработки във формата на прегледи (написани от експерти), също кратки прегледи (писани основно от работещите за списанието), както и дискусии по последни въпроси и събития от значение за научната общност, като научна политика.
През периода от 1950-те до 1970-те години списанието проследява и физичните новости в СССР, както и в КНР.
|  | Тази страница частично или изцяло представлява превод на страницата Physics Today в Уикипедия на английски. Оригиналният текст, както и този превод, са защитени от Лиценза „Криейтив Комънс – Признание – Споделяне на споделеното“, а за съдържание, създадено преди юни 2009 година – от Лиценза за свободна документация на ГНУ. Прегледайте историята на редакциите на оригиналната страница, както и на преводната страница, за да видите списъка на съавторите. ВАЖНО: Този шаблон се отнася единствено до авторските права върху съдържанието на статията. Добавянето му не отменя изискването да се посочват конкретни източници на твърденията, които да бъдат благонадеждни. |